# IC 1023
IC 1023 је расијано звјездано јато у сазвјежђу Кентаур које се налази на листи објеката дубоког неба у Индекс каталогу.
Деклинација објекта је - 35° 48' 13" а ректасцензија 14h 32m 25,1s. IC 1023 је још познат и под ознакама ESO 385-SC39.